# Подрібнений рис

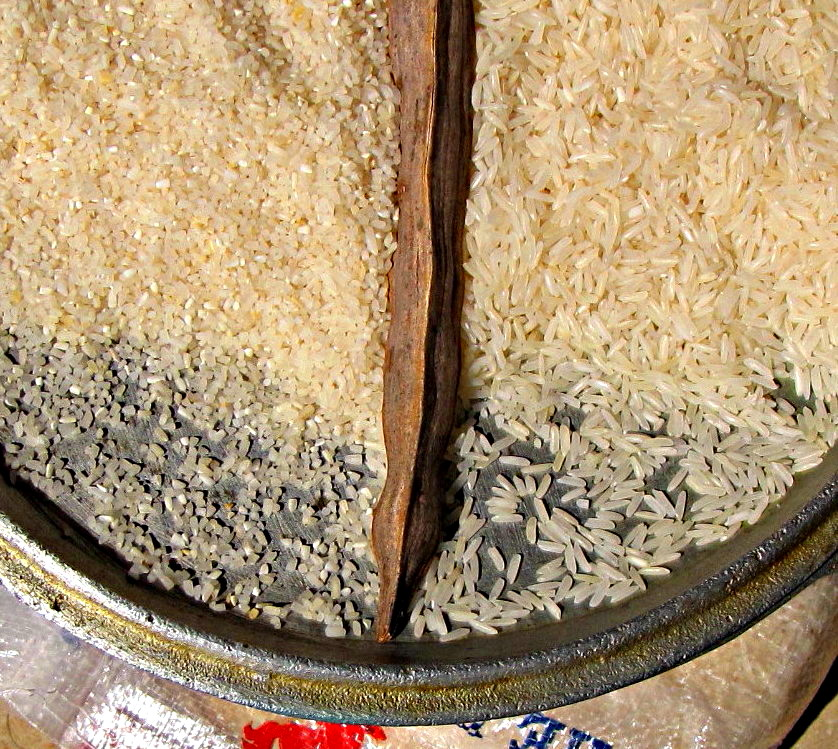
Зліва подрібнений рис, праворуч цілісний рис

Подрібнений рис, також рисова січка — суміш з рисових зерен, зламаних під час збирання, під час сушіння, транспортування або при подальшій обробці. Подрібнений рис являє собою фактично ті ж рисинки, але поламані на шматочки, і точно так само придатний до використання і має ті ж поживні властивості, що й цілі рисові зерна.

## Виробництво
Подрібнений рис є побічним продуктом при виробництві незбираного рису і етапи його виробництва не відрізняються від виробництва цільного рису. Механічні сепаратори відокремлюють зламані зерна від цілих і сортують їх за розміром. Колір рисової січки залежить від того, на якому етапі обробки зерен, рисинки були зламані. Якщо зерно роздрібнилося під час відлущування лушпиння, то зламаний рис має коричневий колір, якщо ж при шліфуванні — білий. Після обробки рису посівного тільки 50% від всього рису-сирцю стає цільним рисом, близько 16% становить подрібнений рис, 20% лушпиння і 14% висівки. В африканського рису зерно більш ламке, що підвищує відсоток зламаних рисинок.
У деяких країнах подрібнений рис краще цільного, тому імпортний цілісний рис піддається дробленню.

## Використання
Частина дробленого рису підмішують до цілісного зерна, знижуючи тим самим якість і ціну останнього. Більша ж частина подрібненого рису використовується самостійно.

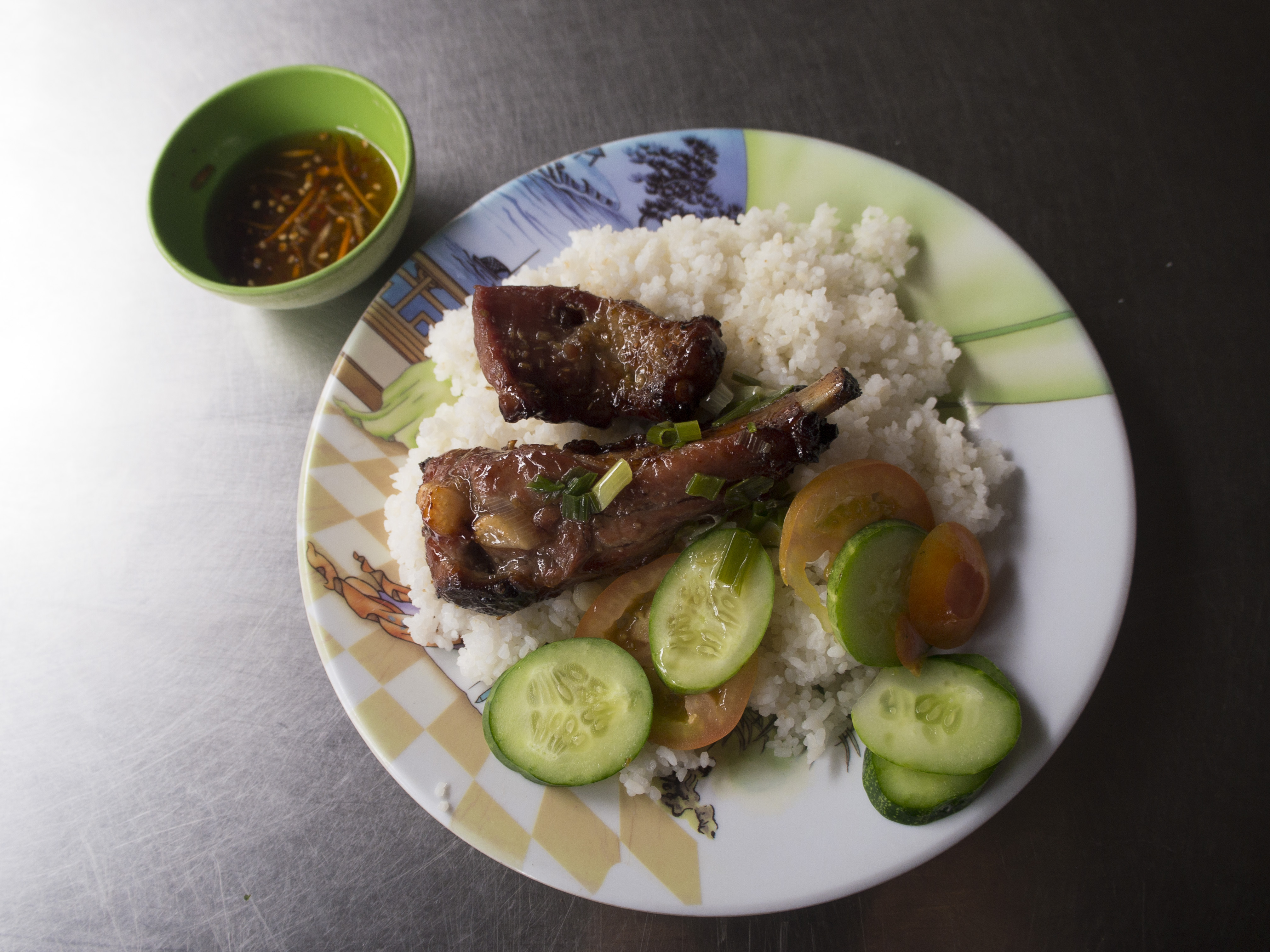
В'єтнамський кому там: шматочки свинини на вареному подрібненому рисі

### Харчування
Через різний розмір і форму зерен подрібнений рис має більш м'яку текстуру в порівнянні з цілісним рисом і легше вбирає смаки й аромати. Він готується швидше, вимагає менше енерговитрат і придатний для рідких та в'язких молочних каш і пудингів, супів-пюре, приготування відбивних та котлет.
Подрібнений рис дешевше цілого і тому часто обирається біднішими країнами. Його також використовують в різних рецептах, причому в деяких куховарських книгах описується, як розбити цілісний рис, щоб отримати бажану текстуру або знизити час приготування. У Таїланді експортний попит на подрібнений рис дорівнює попиту на цілісний рис середньої якості.
Подрібнений рис є частиною місцевої кухні Західної Африки (африканський рис більш крихкий), Таїланду, Бангладеш та інших країн південно-Східної Азії. Популярна у В'єтнамі страва з рису зі свининою ком там (в'єт. cơm tấm) буквально означає «зламаний рис». Сенегальска страва thieboudienne часто готується з ламаного рису. В Південній Кароліні подрібнений рис називають англ. rice grist або англ. middlins. У Бангладеш такий рис називається khood або khud. Як правило, його заправляють смаженим перцем, часником та гірчичноб олією, він подається як самостійна страва і як гарнір.

### Промисловість
Подрібнений рис перемелюється в борошно, а також йде на виготовлення крохмалю. Частина рисової січки використовується в пивоварінні, виробництві кормів для тварин, годівлі тварин та аквакультурі.